# Erik Axl Sund
Œuvres principales
- Série Les Visages de Victoria Bergman
- Série Mélancolie

Erik Axl Sund est le nom de plume d’un duo d’écrivains suédois composé de Jerker Eriksson (sv) et Håkan Axlander Sundquist (sv).

## Biographie
Leur trilogie Victoria Bergman reçoit le prix spécial 2012 de la Swedish Crime Writers' Academy.

## Œuvres

### SérieLes Visages de Victoria Bergman
1. Persona[1], Actes Sud, coll. « Actes noirs », 2013 ((sv) Kråkflickan, 2010), trad. Rémi Cassaigne, 474 p.  (ISBN 978-2-330-00985-4)Réédition, Actes Sud, coll. « Babel noir » no 117, 2014, 480 p. (ISBN 978-2-330-03277-7)
2. Trauma, Actes Sud, coll. « Actes noirs », 2014 ((sv) Hungerelden, 2011), trad. Rémi Cassaigne, 472 p.  (ISBN 978-2-330-02772-8)Réédition, Actes Sud, coll. « Babel noir » no 132, 2015, 472 p. (ISBN 978-2-330-05124-2)
3. Catharsis, Actes Sud, coll. « Actes noirs », 2014 ((sv) Pythians anvisningar, 2012), trad. Rémi Cassaigne, 448 p.  (ISBN 978-2-330-03193-0)Réédition, Actes Sud, coll. « Babel noir » no 142, 2015, 435 p. (ISBN 978-2-330-05637-7)

### SérieMélancolie
1. Les Corps de verre : Mélancolie noire, Actes Sud, coll. « Actes noirs », 2015 ((sv) Glaskroppar, 2014), trad. Rémi Cassaigne, 432 p.  (ISBN 978-2-330-05656-8)Réédition, Actes Sud, coll. « Babel noir » no 189, 2017, 420 p. (ISBN 978-2-330-08202-4)
2. Une vie de poupée : Mélancolie grise, Actes Sud, coll. « Actes noirs », 2021 ((sv) Dockliv, 2019), trad. Rémi Cassaigne, 416 p.  (ISBN 978-2-330-14373-2)Réédition, Actes Sud, coll. « Babel noir » no 285, 2023, 512 p. (ISBN 978-2-330-17428-6)
3. Saison morte : Mélancolie blanche, Actes Sud, coll. « Actes noirs », 2023 ((sv) Otid, 2022), trad. Rémi Cassaigne, 448 p.  (ISBN 978-2-330-17387-6)Réédition, Actes Sud, coll. « Babel noir » no 317, 2025, 560 p. (ISBN 978-2-330-20244-6)